# Поліна Віардо-Гарсіа
Поліна Мішель Фердинанд Гарсіа-Віардо (фр. Pauline Michelle Ferdinande García-Viardot; 18 липня 1821, Париж — 17 або 18 травня 1910, Париж) — французька співачка, педагогиня та композиторка.
Дочка та учениця іспанського співака та педагога Мануеля Ґарсія. Сестра — Марія Малібран.
Виступала у різних театрах Європи та багато концертувала. Особливо талановито виконувала партії Фідес («Пророк» Мейєрбера), Орфея («Орфей і Еврідіка» Глюка), Розіни («Севільський цирульник» Россіні).
Авторка романсів та комічних опер на лібретто близького друга Івана Тургенєва. Разом із чоловіком, що перекладав твори Тургенєва французькою, пропагувала  російську культуру.
Похована на цвинтарі Монмартр.